# Forcipomyia quatei
Forcipomyia quatei är en tvåvingeart som beskrevs av Wirth 1952. Forcipomyia quatei ingår i släktet Forcipomyia och familjen svidknott. Inga underarter finns listade i Catalogue of Life.